# إستراديول فاليرات
إستراديول فاليرات دواء تُباع أشكاله الفموية تحت الاسمين التجاريين بروجينوا وبريميوال إي4 وتُباع أشكاله الحقنية تحت الأسماء التجارية ديليستروجين وبروجينون ديبوت وغير ذلك. يعد دواءً إستروجينيًا يُستخدم في العلاج الهرموني لأعراض سن الإياس وحالات نقص الإستروجين، وفي العلاج الهرموني للمتحولين جنسيًا، وفي تحديد النسل الهرموني. يُستخدم أيضًا في علاج سرطان البروستاتا. يؤخذ الدواء عن طريق الفم أو عن طريق الحقن في العضل أو الدهون مرة كل 1-4 أسابيع.
تشمل الآثار الجانبية لإستراديول فاليرات مضضًا وتضخمًا في الثدي وغثيان وصداع واحتباس سوائل. إستراديول فاليرات هو دواء هرموني إستروجيني فهو ناهض لمستقبلات الإستروجين، وهي المستهدف الحيوي للإستروجينات مثل الإستراديول. يعد إستر إستروجيني ودواء أولي للإستراديول في الجسم. لهذا السبب، يعتبر شكلاً طبيعيًا ومطابقًا حيويًا للإستروجين.
وُصف إستراديول فاليرات لأول مرة في عام 1940 وبدأ استخدامه الطبي في عام 1954. بالإضافة إلى إستراديول سيبيونات، يعد أحد أكثر استرات الإستراديول استخدامًا. يستخدم إستراديول فاليرات في الولايات المتحدة وكندا وأوروبا وفي أنحاء كثيرة من العالم. يتوفر أيضًا كدواء مكافئ.

## الاستخدامات الطبية
تشمل الاستخدامات الطبية لإستراديول فاليرات نفس استخدامات الإستراديول والإستروجينات الأخرى. تشمل دواعي الاستخدام العلاج بالهرمونات ووسائل منع الحمل الهرمونية. فيما يتعلق بالاستخدام الثاني، يتوفر إستراديول فاليرات بشكل مركب مع البروجستين كمانع حمل فموي حاوٍ على الإستراديول (مع دينوجست) وكوسيلة منع حمل مركبة بطريق الحقن. بالإضافة إلى إستراديول سيبيونات، إستراديول أندسيلات، وإستراديول بنزوات، يُستخدم إستراديول فاليرات كدواء إستروجيني بجرعة عالية في العلاج الهرموني لتأنيث النساء المتحولات جنسيًا. يُستخدم أيضًا كدواء إستروجيني بجرعة عالية في علاج سرطان البروستاتا لدى الرجال. تُستخدم جرعة منخفضة من إستراديول فاليرات بالطريق الفموي (2-6 ملغ/يوم) في علاج سرطان الثدي لدى النساء اللواتي عولجن سابقًا بمثبطات الأروماتاز واستفدن عليها ولكنهن اكتسبن مقاومة تجاهها. استُخدم إستراديول فاليرات أيضًا بالطريق الحقني لقمع الدافع الجنسي لدى مرتكبي الجرائم الجنسية.
في الولايات المتحدة، تشمل الاستطبابات المعتمدة لحقن إستراديول فاليرات علاج هبات الحرارة المعتدلة إلى الشديدة وضمور المهبل المرافقة لسن الإياس عند النساء، وعلاج نقص الإستروجين الناجم عن قصور الغدد التناسلية أو الإخصاء أو فشل المبيض الأولي لدى النساء، بالإضافة إلى العلاج التلطيفي لسرطان البروستاتا في مراحله المتقدمة عند الرجال. في أماكن أخرى من العالم، تمت الموافقة أيضًا على إستراديول فاليرات الفموي لعلاج الأعراض المرافقة لسن الإياس أو نقص الإستروجين بسبب الإخصاء عند النساء. قد تشمل هذه الأعراض هبات الحرارة وفرط التعرق واضطرابات النوم والحالات المزاجية الاكتئابية والانفعالية والصداع والدوخة.
عادةً ما يستخدم إستراديول فاليرات عن طريق الحقن العضلي بجرعة بين 10-20 ملغ كل 4 أسابيع في علاج أعراض سن الإياس ونقص الإستروجين الناجم عن قصور الغدد التناسلية أو الإخصاء أو فشل المبيض الأولي لدى النساء. في الماضي، كان يستخدم بجرعات أعلى تتراوح بين 10-40 ملغ كل 1-4 أسابيع كبديل للإستروجين. عادةً ما يستخدم إستراديول فاليرات في علاج سرطان البروستاتا في مراحله المتقدمة عند الرجال بجرعة 30 ملغ أو أكثر كل أسبوع إلى أسبوعين عن طريق الحقن العضلي. في النساء المتحولات جنسيًا، يُعطى إستراديول فاليرات عن طريق الحقن العضلي عادةً بجرعة بين 5-20 ملغ، ولكن بما لا يتجاوز 30-40 ملغ، مرة كل أسبوعين. يُستخدم إستراديول فاليرات أيضًا بجرعة 10-40 ملغ عن طريق الحقن العضلي للحد من النزيف عند النساء اللائي يعانين من النزيف الرحمي الشاذ.

## مضادات الاستطباب
تشمل مضادات استطباب الإستروجينات اضطرابات التخثر وأمراض القلب والأوعية الدموية وأمراض الكبد وبعض أنواع السرطان الحساسة للهرمونات مثل سرطان الثدي وسرطان بطانة الرحم، وغيرها.

## الآثار الجانبية
الآثار الجانبية لاستراديول فاليرات هي نفس الآثار الجانبية للإستراديول. تشمل هذه الآثار الجانبية مضضًا وتضخمًا في الثدي وغثيان وانتفاخ واستسقاء وصداع وكلف. قد يؤدي العلاج بجرعات عالية من الاستروجين عن طريق حقن إستراديول فاليرات أيضًا إلى زيادة خطر الإصابة بالخثارات واضطرابات في صيغة الشحوم في الدم وزيادة مقاومة الإنسولين وزيادة مستويات البرولاكتين.

## فرط الجرعة
استُخدم إستراديول فاليرات بجرعات عالية جدًا بين 40-100 ملغ مرة واحدة في الأسبوع عند النساء والرجال، دون ملاحظة علامات واضحة على السمية الحادة. قد تشمل أعراض فرط جرعة الإستروجين الغثيان والإقياء والانتفاخ وزيادة الوزن واحتباس الماء ومضض في الثدي وإفرازات مهبلية وشعور بثقل في الساقين وتشنجات في الساق. يمكن الحد من هذه الآثار الجانبية عبر إنقاص جرعة الإستروجين.

## التداخلات
قد تؤثر مثبطات ومحفزات السيتوكروم بيP450 على استقلاب الإستراديول وبذلك، تؤثر على مستويات الإستراديول في الدوران.

## علم الأدوية

### الديناميكية الدوائية
إستراديول فاليرات هو استر للإستراديول، أو دواء أولي للإستراديول. بذلك، يعد من الإستروجينات، أو ناهضًا لمستقبلات الإستروجين. تعد ألفة الإستراديول فاليرات لمستقبلات الإستروجين أقل بنحو 50 مرة من ألفة الإستراديول لها. بالإضافة إلى ذلك، ينشطر إستراديول فاليرات بسرعة إلى إستراديول ويكون غير قادر على الوصول إلى الأنسجة المستهدفة بتراكيز ذات أهمية، إن وجدت حتى. على هذا النحو، يعتبر إستراديول فاليرات غير نشط بشكل أساسي من حيث تأثيره الإستروجيني، إذ يعمل فقط كدواء أولي للإستراديول. يبلغ الوزن الجزيئي لإستراديول فاليرات نحو 131% من وزن الإستراديول بسبب وجود إستر الفاليرات على الكربون C17β، وبذلك، يحتوي إستراديول فاليرات على نحو 76% من كمية الإستراديول المكافئة لجرعة الإستراديول. بغض النظر عن ضرورة تعديل الجرعة لمراعاة الاختلاف في الوزن الجزيئي، يعتبر إستراديول فاليرات الفموي مكافئًا للإستراديول الفموي. نظرًا لأن الإستراديول فاليرات دواء أولي للإستراديول، يعتبر شكلًا طبيعيًا ومطابقًا حيويًا للإستروجين.

### الحركية الدوائية
بغض النظر عن طريقة الإعطاء، يعمل إستراديول فاليرات كدواء أولي للإستراديول عن طريق الانشطار بواسطة إنزيم الاستريز إلى إستراديول وحمض البنتانويك (الفاليريك) الدهني الطبيعي. لا يقتصر حدوث هذا الانشطار على الكبد فحسب، بل ويحدث أيضًا في الدم والأنسجة، ويكتمل التحلل المائي لإستراديول فاليرات إلى إستراديول وحمض البنتانويك بغض النظر عما إذا كان الدواء يُعطى عن طريق الفم أو بالحقن. لوحظت مستويات عالية الإستراديول في الدوران بعد الحقن الوريدي لإستراديول فاليرات، وهذا يشير إلى انشطار سريع جدًا للدواء عند دخوله الدوران الدموي.